# エグレモント男爵
エグレモント男爵（英: Baron Egremont）は、イギリスの男爵位。これまでに二度創設されており、第1期はイングランド貴族としてパーシー家への叙爵であり、残る第2期は連合王国貴族としてウィンダム家への授与である。
ウィンダム家は18世紀にエグレモント伯爵を得ており関連性が高いため、本項においてもその歴史に触れる。

## 歴史

### パーシー家
トマス・パーシー(1422-1460)は第2代ノーサンバーランド伯爵を父に持ち、薔薇戦争時にはヘンリー6世を支持してランカスター派に身を置いた人物である。トマスは父の余慶を蒙って1449年11月20日にイングランド貴族としてエグレモント男爵(Baron Egremont)に叙せられた。しかし、彼が嫡子のないままノーサンプトンの戦いで敗死すると、爵位は一代にして廃絶した。

### ウィンダム家

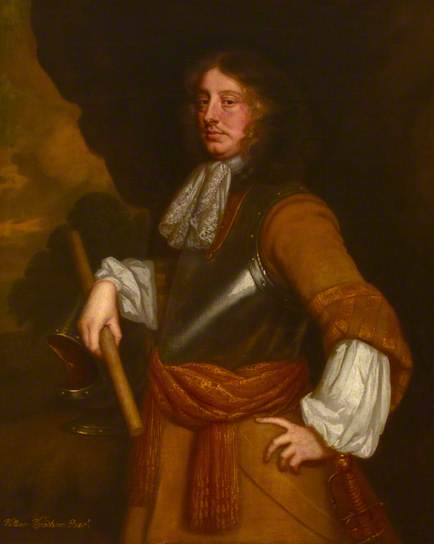
伯爵家の祖ウィリアム・ウィンダムを描いた肖像画。

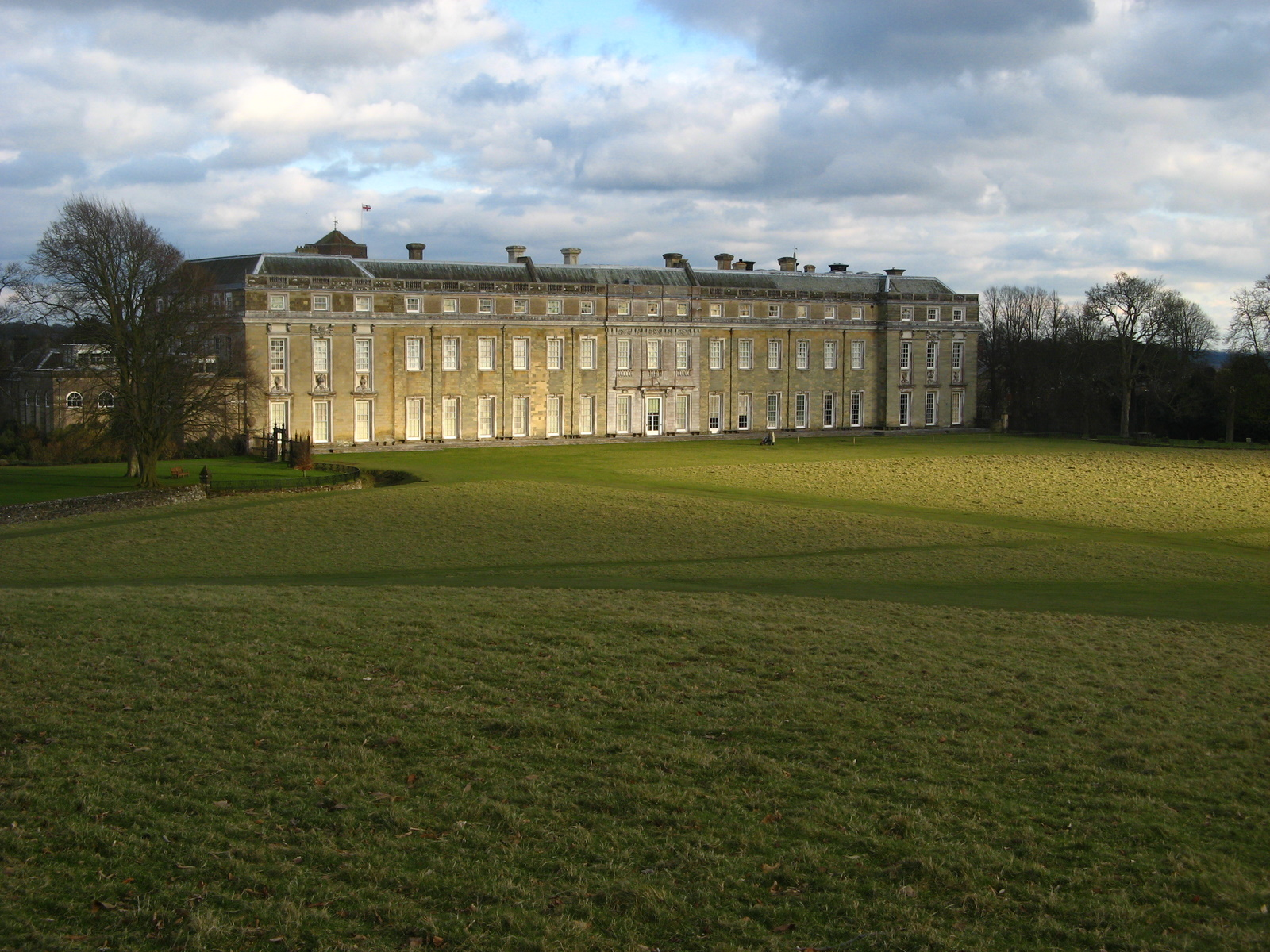
ウィンダム家が相続した邸宅ペットワース・ハウス

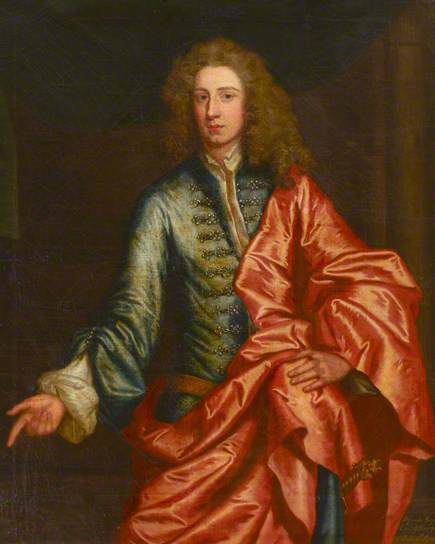
第7代サマセット公爵。ウィンダム家への特別継承を認めるエグレモント伯爵に叙された。

ウィンダム家はノーフォークの町ウィンダム(Wymondham)よりその姓を得た一族で、15世紀ごろから政治の表舞台にて活動してきた。その始祖ウィリアム・ウィンダム(1632-1683)はトーントン選挙区選出の庶民院議員を務めた政治家である。彼は1661年12月9日にイングランド準男爵位の(オーカード・ウィンダムの)準男爵(Baronet, of Orchard Wyndham)を授けられている。
その孫にあたる3代準男爵ウィリアム(1688頃 - 1740)はわずか7歳にして父エドワードより準男爵位を継承した。彼は長じてトーリー党の政治家として活動し、アン女王の治世下に戦時大臣や財務大臣を歴任した。折しも、義父の第6代サマセット公爵は公爵家の男子が絶えつつあることを憂いており、爵位と莫大な所領の相続問題に悩まされていた。その6代公爵はウィリアムを贔屓にしており、ウィリアムの子孫は最終的にその地所の一部（エグレモント城とペットワース・ハウス）を相続している。6代公と娘婿ウィリアムの死後、6代公の息子にあたる第7代サマセット公爵は1749年10月3日にエグレモント伯爵(Earl of Egremont)及びカンバーランド州におけるコッカマス城のコッカマス男爵(Baron Cockermouth, of Cockermouth Castle in the County of Cumberland)を与えられた。一連の爵位には子供のいない7代公を考慮して、所領の一部を相続した故ウィリアム・ウィンダムの男子にも継承を認める特別継承権が定められていた。そのため、以降は3代にわたってウィンダム家が伯爵位を保有している。
ウィリアムの子の2代伯チャールズ(1710–1763)は南部担当国務大臣を務めたトーリー党の政治家で、ビュート首相退陣後はグレンヴィル、第2代ハリファックス伯爵とともに三頭政治を展開した。彼ののちはその長男ジョージが爵位を相続した。
3代伯ジョージ(1751–1837)には嫡子がなかったため、同名の甥ジョージ(1785–1845)が継承したが彼にも子はなかったことからすべての爵位は廃絶した。ただし、3代伯爵には庶子の男子ジョージ・ウィンダム(1787–1869)がおり、彼は1859年に連合王国貴族のルコンフィールド男爵を授けられている。さらに、その曾孫にあたる第6代ルコンフィールド男爵(1920–1972)が1963年に連合王国貴族としてサセックス州ペットワースのエグレモント男爵(Baron Egremont, of Petworth in the County of Sussex)を授けられたが、これが第2期の創設にあたる。その息子である7代男爵ジョン(1948-)が現存するエグルモント男爵位保持者である。

## パーシー家

### エグレモント男爵（第1期;1449年）
- 初代エグレモント男爵トマス・パーシー（英語版）(1422–1460)

## ウィンダム家

### オーカード・ウィンダムのウィンダム準男爵（1661年）
- 初代準男爵サー・ウィリアム・ウィンダム（英語版） (c. 1632–1683)
- 第2代準男爵サー・エドワード・ウィンダム (c. 1667–1695)
- 第3代準男爵サー・ウィリアム・ウィンダム (1687–1740)
- 第4代準男爵サー・チャールズ・ウィンダム (1710–1763) (1750年にエグレモント伯爵位を継承)

### エグレモント伯爵（1749年）
- 初代エグレモント伯爵（第7代サマセット公爵）アルジャーノン・シーモア (1684–1750)
- 第2代エグレモント伯爵チャールズ・ウィンダム (1710–1763)
- 第3代エグレモント伯爵ジョージ・オブライエン・ウィンダム（英語版） (1751–1837)
- 第4代エグレモント伯爵ジョージ・フランシス・ウィンダム（英語版） (1785–1845)